# チアーズ! (映画)
『チアーズ!』（Bring It On）は、2000年に制作され、日本で2001年に公開されたアメリカ映画。ペイトン・リード監督。チアリーディングに青春を掛ける高校生の、恋と奮闘を描く。
より厳密には、「Bring It On」シリーズ全6作の第1巻である。

## ストーリー
チアリーダーのトーランス・シップマンは、サンディエゴのランチョ・カルネ高校の 4年生（注：米国では5-3-4の学制が主流）。彼女のボーイフレンドのアーロンはカリフォルニア州立大学ドミンゲス・ヒルズ校に通っており、彼女のチアリーディングチームであるトロス（注：雄牛）は全米大会6連覇を目指している。トーランスは、キャプテンとして大成功を収めた「ビッグレッド」（注：赤毛から）の後任として、新チームのキャプテンに選出される。キャプテンとしての最初の練習初日に、チームメイトのカーバーが負傷し、シーズンの残りを欠場することを余儀無くされる。トーランスは補充のオーディションを実施し、双子の弟クリフと共にロサンゼルスから転校して来たばかりの優秀な体操選手、ミッシー・パントンを獲得する。
トロスの練習を見ていたミッシーは、トロスの演技は他校からの盗用だと非難するが、トーランスは激しく否定する。ミッシーは彼女をロサンゼルスに連れて行き、ミッシーの転校前の高校が頻繁に対戦していたチーム、イースト・コンプトン高校のクローバーズの演技を見る。クローバーズのキャプテンであるアイシスは2人に向かって、ここで何をしているのか問い質す。彼女は、ビッグ・レッドがクローバーズの演技をビデオに撮り、トロスがそれを盗用したと言う。クローバーズは、資金不足によりこれまでは出場出来てこなかった全米大会でトロスに勝ち、自分たちがより優れたチアリーダーであることを証明すると宣言する。トーランスは、夏のチアキャンプ中の肝試しの時に、決して地面に触れさせてはいけない「スピリット・スティック」を落としてしまったことから、自分が不運が呪われているのではないかと心配している。一方、トーランスとクリフはお互いを知り始め、アーロンとは疎遠になるに連れ、お互いに惹かれ合うようになる。
トーランスはトロスの演技は盗用であったと全員に伝えるが、勝つために現行の演技を続けることが決議される。トーランスは新しい演技を習得する時間が無いと判断して同意し、ミッシーも渋々それに従う。ランチョ・カルネのフットボールのホームゲームで、アイシスとチームメイトたちが観覧席にやって来て、ランチョ・カルネの全校生徒の前でトロスと同じ演技を披露し、トロスは面目を失う。アーロンからの助言で、トーランスはチーム全員での洗車で資金を集め、振付師のスパーキー・ポラストリを雇う。ポラストリはチーム全員に食事制限をさせ、常にチームを貶すが、チームは大会に間に合う様に新しい演技を習得する。地域予選では、トロスの前のチームがスパーキー指導による同じ演技を行い、トロスを当惑させるが、トロスには他の選択肢は無く、同じ演技をするしか無かった。トーランスは大会役員と話し、ポラストリが他の6チームにも同じ演技を指導していたことを知る。ディフェンディングチャンピオンとして、トロスはフロリダ州デイトナビーチで開催される全米大会への出場権を獲得したが、トーランスは新しい演技が必須だとの警告を受ける。ビッグ・レッドはトーランスのキャプテンとしての不甲斐無さを責め、自分がキャプテンとして何かミスをしたとするならば、それは他校の演技を盗用したことではなく、トーランスを後任者にしたことだと言い放つ。トーランスはビッグ・レッドの言葉と、チームを上手く率いることが出来なかったことに打ちのめされ、辞めることを考える。
アーロンはトーランスにキャプテンの職を辞し、チーム内のライバルであるコートニーとホイットニーに譲ることを考えるように勧める。トーランスとアーロンがキスしているのを見たクリフは、彼女との友情を断ち切る。トーランスは、アーロンが距離を置くようになってきたこと、彼女のことを信じていないこと、そして彼が浮気していることを非難し、彼と別れる。彼女は、クリフの以前の励ましと、彼が彼女のために個人的に作成したミックステープを、チームが独自の演技を行うためのインスピレーションとして活用する。クローバーズが全米大会への出場費用を都合出来ていないことをトロスは知り、トーランスは父親の会社にクローバーズに資金援助するよう頼む。しかしアイシスはそれを「罪悪感を持たせる金」だと言って拒否する。代わりにクローバーズは、自分たちと同じ低所得地域出身の、地元番組のトークショーの司会者に手紙を書き、フロリダ行きに必要な資金を手にする。全米大会ではトロスとクローバーズを含む5チームが決勝に進出する。クリフもトロスを応援するために見に来る。トーランスとアイシスは演技開始直前の助言を交わす。優勝はクローバーズで、トロスは２位となる。トロスとクローバーズはお互いに敬意を抱きながら会場を後にする。アイシスはトロスを率いたトーランスを称賛し、トーランスはクローバーズが優勝に値するチームであることを認めた。トロスが2位とはいえ上首尾のシーズンを祝う中、クリフとトーランスはキスを交わす。

## キャスト
| 役名                       | 俳優                       | 日本語吹替 |
| -------------------------- | -------------------------- | ---------- |
| トーランス・シップマン     | キルスティン・ダンスト     | 石塚理恵   |
| ミッシー                   | エリザ・ドゥシュク         | 松谷彼哉   |
| クリフ・パントーン         | ジェシー・ブラッドフォード | 浪川大輔   |
| アイシス                   | ガブリエル・ユニオン       | 本田貴子   |
| コートニー                 | クレア・クレーマー         | 伊藤美紀   |
| ホイットニー               | ニコール・ビルダーバック   | 小林沙苗   |
| ターシー                   | シャニーナ・ジェルソン     | 大坂史子   |
| ケイシー                   | リニ・ベル                 | 前田ゆきえ |
| ジャン                     | ネイサン・ウェスト         | 藤本隆行   |
| レス                       | ハントリー・リッター       | 杉山紀彰   |
| ラーヴァ                   | シャマリ・フィアズ         | 甲斐田裕子 |
| ジェネロープ               | ナティーナ・リード         | 鈴木佳由   |
| ラフレッド                 | ブランディー・ウィリアムズ | 幸田夏穂   |
| アーロン                   | リチャード・ヒルマン       | 奥田啓人   |
| ビッグ・レッド             | リンジー・スローン         | 田村真紀   |
| カーヴァー                 | ビアンカ・カジリッチ       | 髙月希海   |
| ブルース・シップマン       | ホームズ・オズボーン       | 佐々木健   |
| クリスティーン・シップマン | シェリー・ハーシー         | 寺内よりえ |
| ジャスティン・シップマン   | コーディー・マッケインズ   | 山下亜矢香 |
| スパーキー・ポラストリ     | イアン・ロバーツ           | 乃村健次   |
| タイトエンド               | デビッド・エドワーズ       | 清水敏孝   |
| クォーターバック           | アシュレー・ホワード       | 田中伸幸   |
| ジェイミー                 | メラニー・アトマジャ       | 戸田真衣子 |

- その他の日本語吹き替え声優：遠藤純一／後藤邑子

## 日本語版制作スタッフ
- 演出：市来満
- 翻訳：日笠千晶
- 調整：兼子芳博
- 担当：宇出喜美（ニュージャパンフィルム）
- 制作：ニュージャパンフィルム

## 備考
- オーディションの場面で、テクノ風の音楽に乗って踊っているのが監督である。